# Carmelo Ríos Santiago
Carmelo Javier Ríos Santiago (San Juan, 21 de mayo de 1973) es un político y abogado  puertorriqueño que ha sido miembro del senador por el distrito de Bayamón desde 2005.

## Primeros años y educación
Carmelo Ríos nació el 21 de mayo de 1973 en Santurce, Puerto Rico, hijo de Carmelo Ríos Nazario y Lydia Santiago Estrella. Estudió en la Escuela Primaria Ramón Marín de Guaynabo y en 1991 ingresó a la Florida Air Academy en Estados Unidos.
Ese mismo año, inició sus estudios universitarios en Orlando, recibiendo un título asociado en economía del Valencia Community College. En 1993, se trasladó a la Universidad Bethune-Cookman en Daytona Beach, Florida, donde obtuvo un bachillerato en ciencias políticas y economía. Completó un Juris Doctor de la Facultad de Derecho de la Pontificia Universidad Católica de Puerto Rico .

## Carrera profesional
Ríos comenzó a trabajar como abogado y  asistente legal del Comisionado de Asuntos Municipales y director de la División de Pleitos de la Corporación del Fondo del Seguro del Estado. En 2001 fundó su propio despacho de abogados especializado en derecho administrativo, civil y penal.

## Carrera política
Ríos inició su carrera política en 1999, cuando se postuló para la asamblea municipal de Guaynabo, donde fue elegido portavoz del Partido Nuevo Progresista. En noviembre de 2004 fue elegido Senador por el Distrito de Bayamón, donde presidió la Comisión de Asuntos Municipales y Financieros.
En noviembre de 2008 fue reelegido para un segundo mandato. Presidió la Comisión de Gobierno y también fue vicepresidente de la Comisión de Asuntos Municipales, secretario de la Comisión de Seguridad Pública y Asuntos Judiciales, Consumo y Corporaciones Públicas durante sus primeros años. Fue reelegido en 2012, 2016 y 2020.
En febrero de 2021 Ríos fue elegido como Secretario general del Partido Nuevo Progresista. Renunció al cargo en agosto de 2023.
Carmelo Ríos se postuló para alcalde de Guaynabo el 5 de agosto de 2017, en una elección especial para reemplazar al exalcalde Héctor O'Neill, pero perdió contra Ángel Pérez.
En 2018, Ríos fue seleccionado para ser presidente del Caucus Nacional Hispano de Legisladores Estatales.
En 2020, fue elegido miembro por acumulación del Partido Demócrata de Puerto Rico.

## Historial electoral
| Año  | Cargo                              | Tipo      | Partido | Partido | Votos   | %     | Posición | Resultado |
| ---- | ---------------------------------- | --------- | ------- | ------- | ------- | ----- | -------- | --------- |
| 2000 | Legislador municipal de Guaynabo   | Generales |         | PNP     | 29,442  | -     | 10.º     | Electo    |
| 2004 | Senador por el distrito de Bayamón | Generales |         | PNP     | 116,703 | 26.1  | 2.º      | Electo    |
| 2008 | Senador por el distrito de Bayamón | Generales |         | PNP     | 120,462 | 16.69 | 2.º      | Reelecto  |
| 2012 | Senador por el distrito de Bayamón | Generales |         | PNP     | 108,497 | 27.6  | 1.º      | Reelecto  |
| 2016 | Senador por el distrito de Bayamón | Generales |         | PNP     | 93,915  | 28.35 | 1.º      | Reelecto  |
| 2020 | Senador por el distrito de Bayamón | Generales |         | PNP     | 54,322  | 20.83 | 1.º      | Reelecto  |
| 2024 | Senador por el distrito de Bayamón | Generales |         | PNP     |         |       |          |           |